# Mundenheim

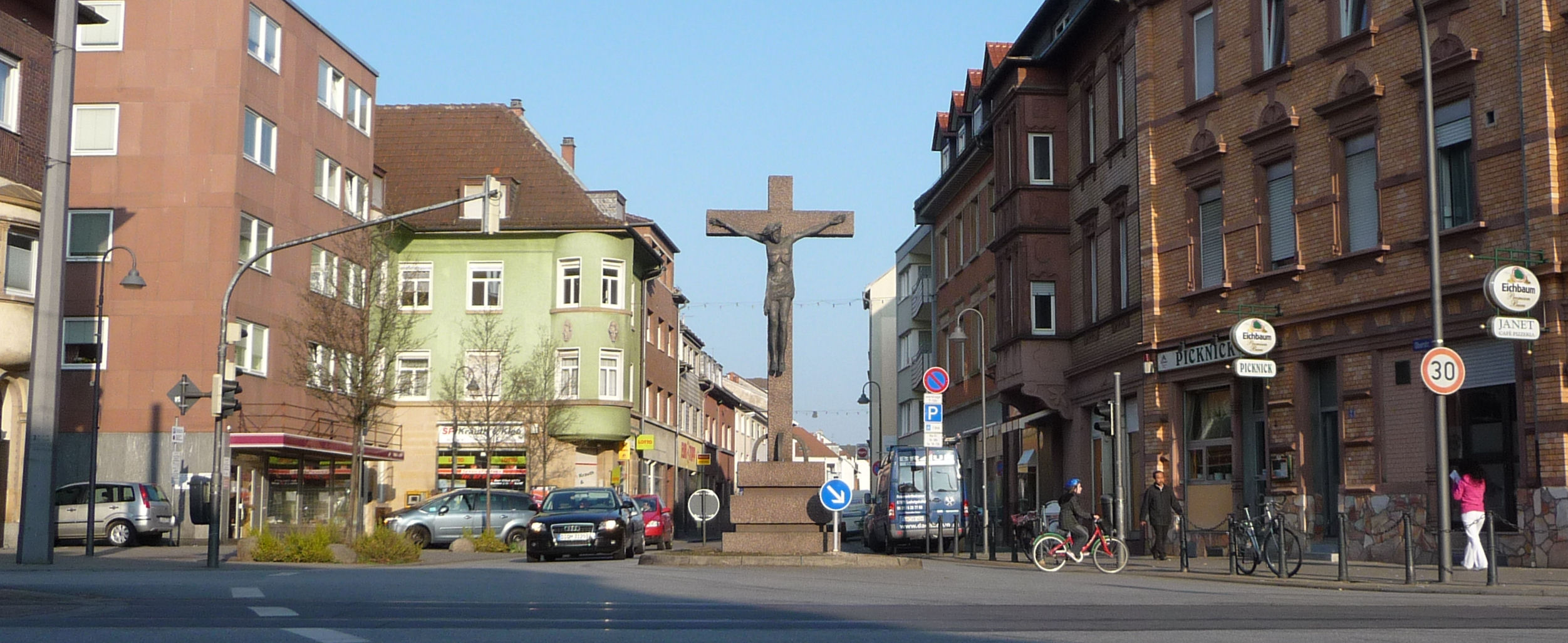
Kreuz in der Ortsmitte

Mundenheim ist einer der zehn Ortsbezirke der Stadt Ludwigshafen am Rhein in Rheinland-Pfalz.
Es ist ein traditionsreicher, im Schwerpunkt katholischer Ort mit einer mehr als tausendjährigen Geschichte.

## Geschichte

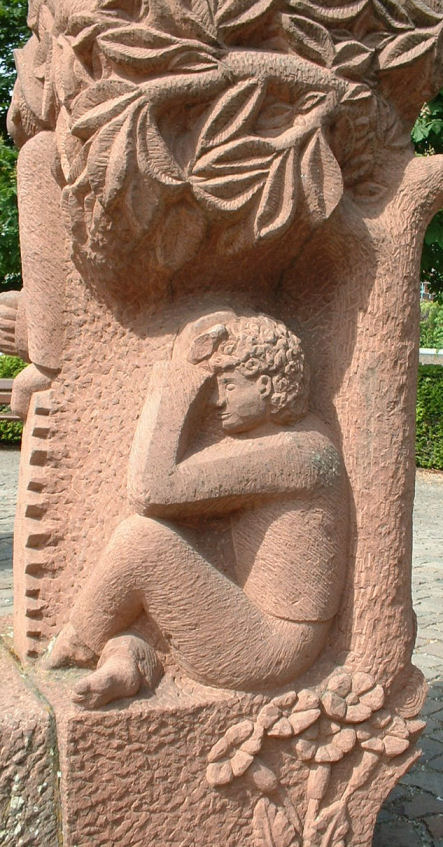
Mundo auf dem Stadtteilbrunnen im Friedenspark

Auf dem Gebiet Mundenheims befand sich eine römische Militär- oder Straßenpolizeistation, allerdings ohne Zeitangabe. Außerdem wurde auf dem Gelände des Schulzentrums ein römischer Brunnen gefunden.
Nach den Römern folgten die Alemannen und um 500 n. Chr. dann die Franken. Es war ein fränkischer Clanchef namens Mundo, der sich mit einer Gruppe von Untergebenen im Heim des Mundos (Mundinheim) niederließ.
Der Sage nach kam der Franke Mundo auf der Landsuche den Rhein herauf, wohin ihm seine Gefährtin Hita bereits vorausgeeilt war. Als er das Hochufer emporstieg, sah er eine Wiese mit Schlüsselblumen. Hita zeigte ihm den Platz. Mundo war begeistert und sagte zu Hita:
„Lass uns hier einen Hof bauen, und dieser soll Mundinheim heißen; ein Schlüssel soll unser Wappen zieren.“
Der Schlüssel findet sich noch heute im Ortswappen, allerdings wird er dort mit dem Heiligen Petrus in Verbindung gebracht.
Die erste urkundliche Erwähnung Mundenheims findet sich in einer Urkunde vom 27. Juni 770 im Lorscher Codex, wonach ein gewisser Imbrecht dem Kloster Lorsch eine Hofreite schenkte.
In der 1903 erschienenen Stadtchronik Ludwigshafens heißt es:
„Die heutige Stadt Ludwigshafen am Rhein ist hervorgegangen aus den ehemaligen Gemeinden Friesenheim und Mundenheim, deren schon im fernen Altertum urkundliche Erwähnung geschieht. Der Ort Friesenheim erscheint, soweit nachweisbar, erstmals in Urkunden des im Jahre 763 von einem Grafen Cancor gestifteten Klosters Lorsch, wonach im 2. Jahre Karls des Großen (770) – Anm.: Richtig ist allerdings drittes Jahr, 771 – die Gottgeweihte Hita ihre sämtlichen Besitzungen zu Friesenheim, Weißenheim, Ebertsheim, Mundenheim, Hemsheim und Karlebach diesem Kloster geschenkt hat.“

### Chronologie

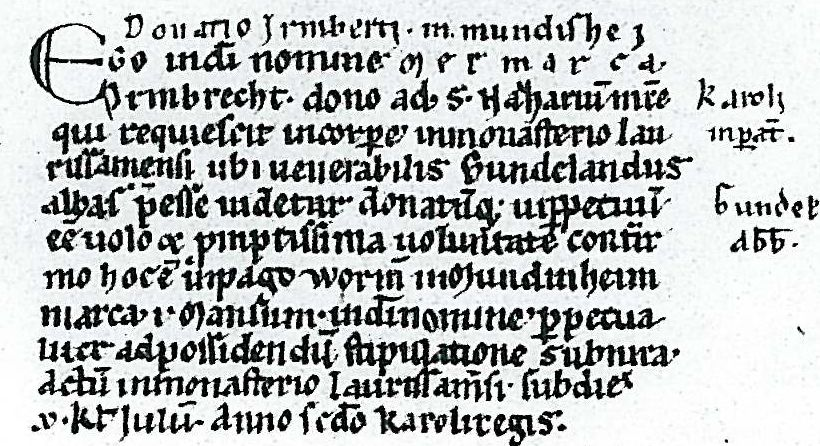
Erwähnung im Lorscher Codex

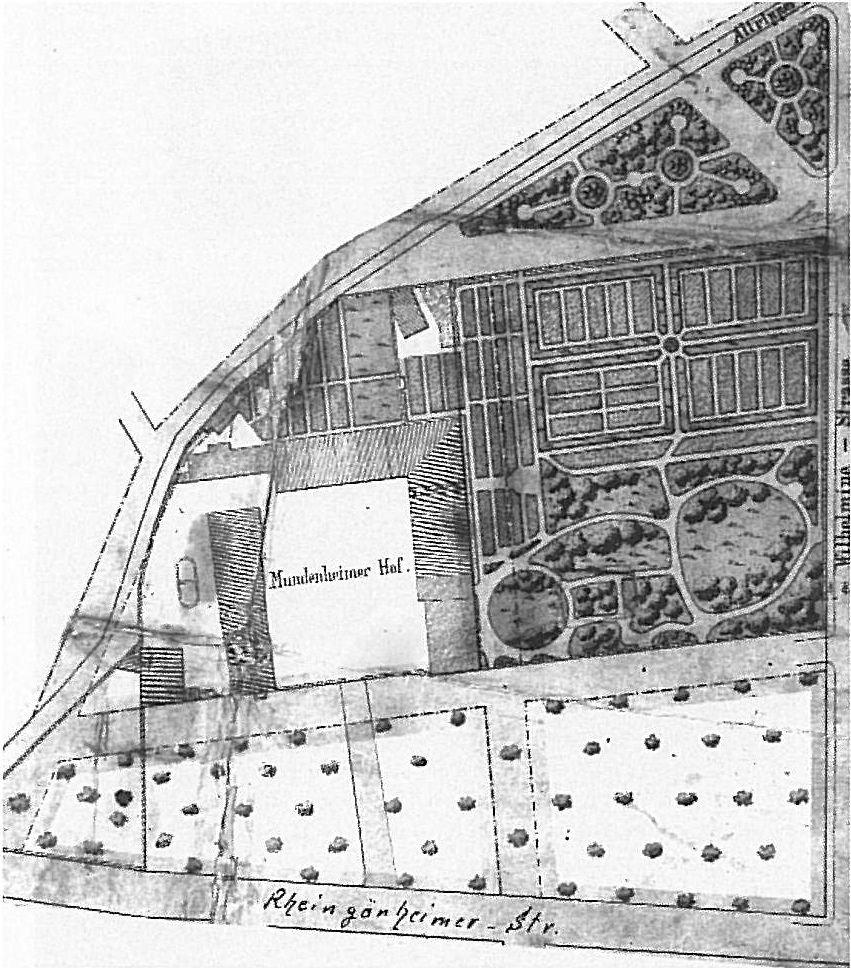
Situationsplan des Mundenheimer Hofguts

Mundenheim wurde bereits im Jahr 770 in dem im südhessischen Kloster Lorsch verfassten „Codex Laureshamensis“ (Lorscher Codex) etwa zeitgleich mit den anderen heutigen Ludwigshafener Orts- bzw. Stadtteilen Hemshof und Maudach erwähnt. Die Kirche St. Sebastian und Peter wurde 1231 erstmals genannt. Das Kloster Weißenburg verkaufte 1482 seine kompletten Rechte an das Wormser St. Andreas-Stift. Das Haus Hirschhorn wurde (Hirschhorn am Neckar) erworben. Philipp Christoph von Sötern (Kurfürst-Erzbischof von Trier und Bischof von Speyer) wurde 1632 in Mundenheim eingezogen. Der Ort kam 1653 an das Bistum Speyer zurück. Während des Pfälzischen Erbfolgekrieges von 1688 bis 1697 wurde das gesamte Dorf zerstört. Ab 1709 gehörte Mundenheim zur Kurpfalz.
Es kam 1720 zu einem Aufschwung in Mundenheim, durch die Verlegung der Haupt- und Residenzstadt der Kurpfalz von Heidelberg nach Mannheim. Der Adel siedelt sich an. Es wurden große Hofgüter gegründet.
Das große Hofgut wurde 1770 durch den kurpfälzischen Premierminister Peter Emanuel Freiherr von Zedtwitz-Liebenstein erworben. Von Zedtwitz kauft 1771 den Rest des Dorfes, das unter speyerischer Oberhoheit steht, von den Dalbergs. Heute erinnert noch das Hofgut-Gebäude und der Zedtwitz-Park (früher Langemarck-Park) am ehemaligen Mundenheimer Postgebäude daran. Auch die Zedtwitzstraße ist nach ihm benannt. Beim Tod des Ministers ging das Hofgut an seine Witwe, geb. von Herding über. Durch die französische Revolutionsheere wurde Mundenheim erneut zerstört. Mundenheim war 1798 in französischen Besitz. Nach dem Befreiungskriegen war Mundenheim unter österreich-bayerischen Administration. Von 1816 bis 1945 war Mundenheim bayerisch. 1853 musste Mundenheim Teile seiner Gemarkung an das 1843 gegründete Ludwigshafen abtreten. Am 1. Dezember 1899 wird Mundenheim nach vorherigen hitzigen Verhandlungen durch den Bürgermeister Deuschel nach Ludwigshafen eingemeindet.
Mundenheim hatte im Jahr 2003 12.941 Einwohner, im Jahr 1985 waren es 13.792 Einwohner.
Die Ortsgeschichte wurde für das 1250-jährige Wiederkehr der Ersterwähnung im Lorscher Codex neu dokumentiert.

### Raschig-Werke

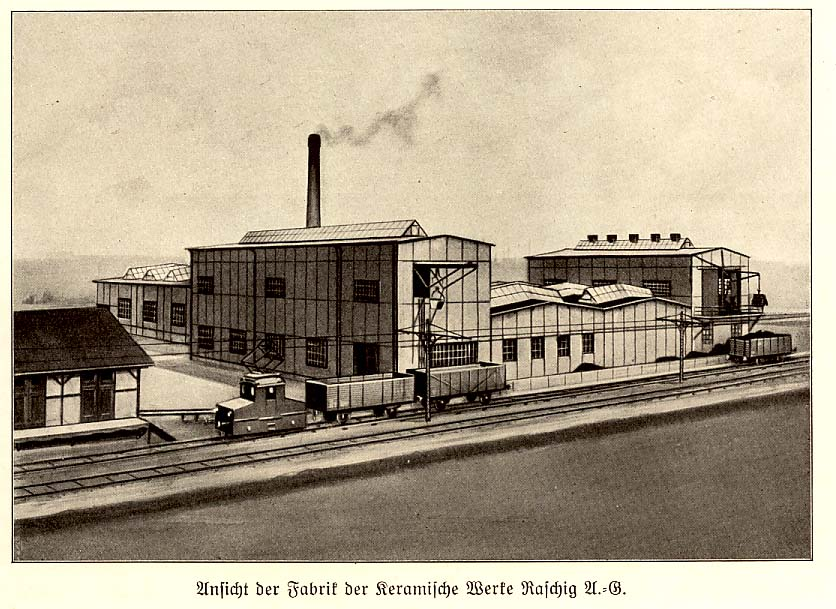
Raschig-Werke in den 1920er Jahren

Im Jahr 1891 gründete Fritz Raschig am Rande von Mundenheim ein Chemiewerk, die heutige Raschig GmbH.
Raschig kam nach seinem Chemiestudium in Berlin und Heidelberg zur BASF. Sein erstes Patent erhielt er für seine Arbeit über das Verhalten von salpetriger zur schwefligen Säure. Er stieg zum Betriebsleiter auf, schied dann aber aus der BASF aus und gründete seine eigene Chemiefabrik, die mit der Gewinnung reiner Teerbestandteile wie Anthracen, Naphthalin, Karbolsäure, Toluol und Benzol erfolgreich war. Die Erfindung des Raschig-Rings stellte einen Durchbruch in der Verfahrenstechnik dar.

### Zitat aus der Stadtchronik
„Der Ort war bis zum Jahr 1709 unter die kurpfälzischen sogenannten Ausdörfer gezählt und in einem Streite über das nachher zu erwähnende 'Wildfangrecht' suchte der Bischof von Speyer sogar das kurpfälzische Besitzrecht in Zweifel zu ziehen, bis endlich in einem 1709 errichteten Vertrage der Bischof von Speyer 'alle in diesem Orte hergebrachte und angesprochene Gerechtsame' an die Kurpfalz abtrat, womit der schwebende Besitzstreit zu Gunsten der Kurpfalz erledigt wurde.
Der Rhein hatte bei Mundenheim durch verschiedene Ausbrüche Inseln oder Auen angelegt und sogar dem Orte selbst den Untergang gedroht, bis im Jahre 1759 ein Hauptdamm oberhalb des Ortes angelegt und der Strom hiedurch in sein altes Bett zurückgeleitet wurde.“

## Kunst und Kultur

### Langemarck-Denkmal

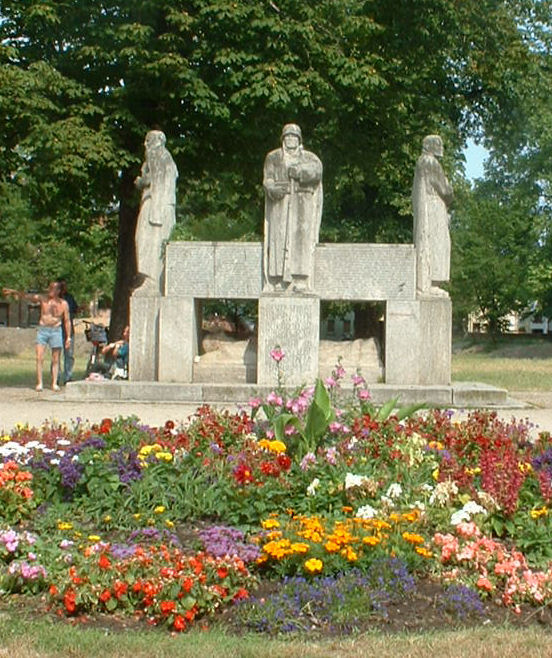
Langemarck-Denkmal

1936 wurde am Hofgut auf Initiative des Kriegervereins das Langemarck-Denkmal eingeweiht. Die Inschrift, ein Zitat aus der Edda, lautet:
„Besitz stirbt, 
Sippen sterben, 
Du selbst stirbst wie sie. 
Eins weiß ich: 
dass ewig lebt der Toten Tatenruhm.“
1914 starben bei Langemarck in Flandern viele junge Soldaten, die ohne längere Vorbereitung an die Front geschickt worden waren.

### Zedtwitz-Brunnen

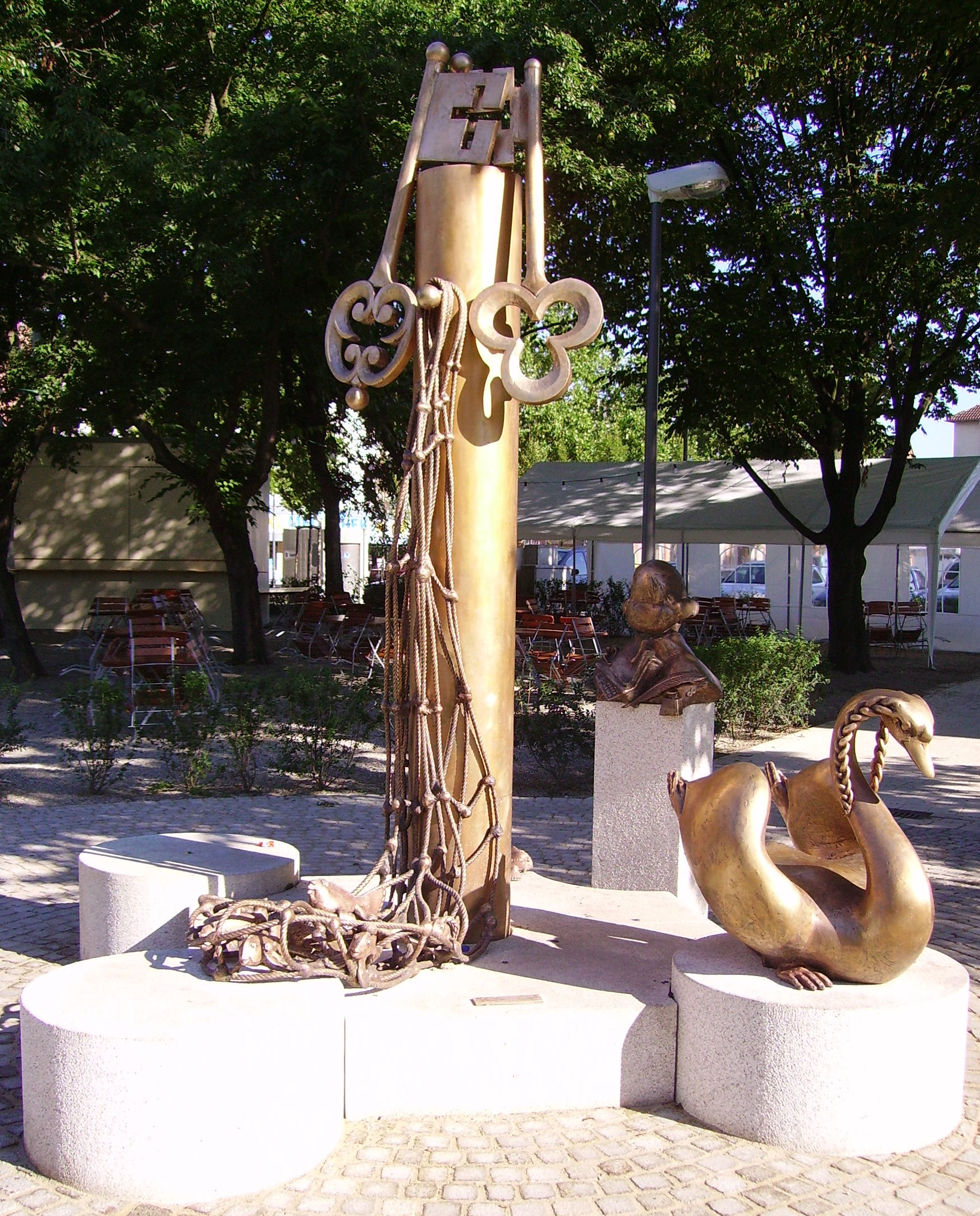
Zedtwitz-Brunnen von Gernot Rumpf

Im Jahr 2006 wurde in unmittelbarer Nähe des Hofguts ein Denkmal für Freiherr Peter Emanuel von Zedtwitz eingeweiht, das von Nachfahren der früheren Besitzer des Hofguts, Familie Böhmer, gestiftet und vom Bildhauer Gernot Rumpf und seiner Frau Barbara gestaltet wurde.
In der Mitte des Denkmals steht eine drei Meter hohe Säule mit Schlüsseln. Das Denkmal hat folgende Elemente:
- Freiherr von Zedtwitz: Staatsminister unter Kurfürst Carl Theodor in Mannheim (am Rücken: Tintenfass, Buch und Taschenrechner)
- Säule mit Schlüssel: Petrusschlüssel im Ortswappen; Erinnerung an die Gründung einer Petruskirche unter der Herrschaft des Klosters Weißenburg
- Schwan: Erinnerung an das Gasthaus Zum Schwanen in der Ortsmitte
- Fischernetz: Erinnerung an das ehemalige Fischerdorf Mundenheim
- Brauereigerste und Käse: Musterbetrieb im Hofgut mit Brauerei und Molkerei
- Hahn: Mundenheimer Gockel

### Umspannwerk
Neben dem Friedhof Mundenheim steht ein ehemaliges Umspannwerk der Technischen Werke, das ab 2011 zu einem Künstlerhaus umgebaut wurde und seit 2012 neun Künstlern und Künstlergruppen als Ateliergebäude dient, in dem auch Veranstaltungen stattfinden.

### Kulturdenkmäler
Siehe Liste der Kulturdenkmäler in Ludwigshafen-Mundenheim

### Schulen
Im Mundenheimer Schulzentrum befinden sich:
- Karolina-Burger-Realschule plus (kooperative Form)[12]
- Heinrich-Böll-Gymnasium[13]

Schillerschule
- Grundschule Schillerschule
- Schillerschule mit dem Förderschwerpunkt Lernen.

## Religion
Die Statistik der Stadt Ludwigshafen zählte zum 31. Dezember 2013 in Mundenheim an katholischen Christen 32 % und an evangelischen Christen 21 % der Bevölkerung Mundenheims. Sonstige Religionsgemeinschaften und Konfessionslose stellten 47 %.
In Mundenheim gibt es zwei Kirchengemeinden.

### Katholische Kirche

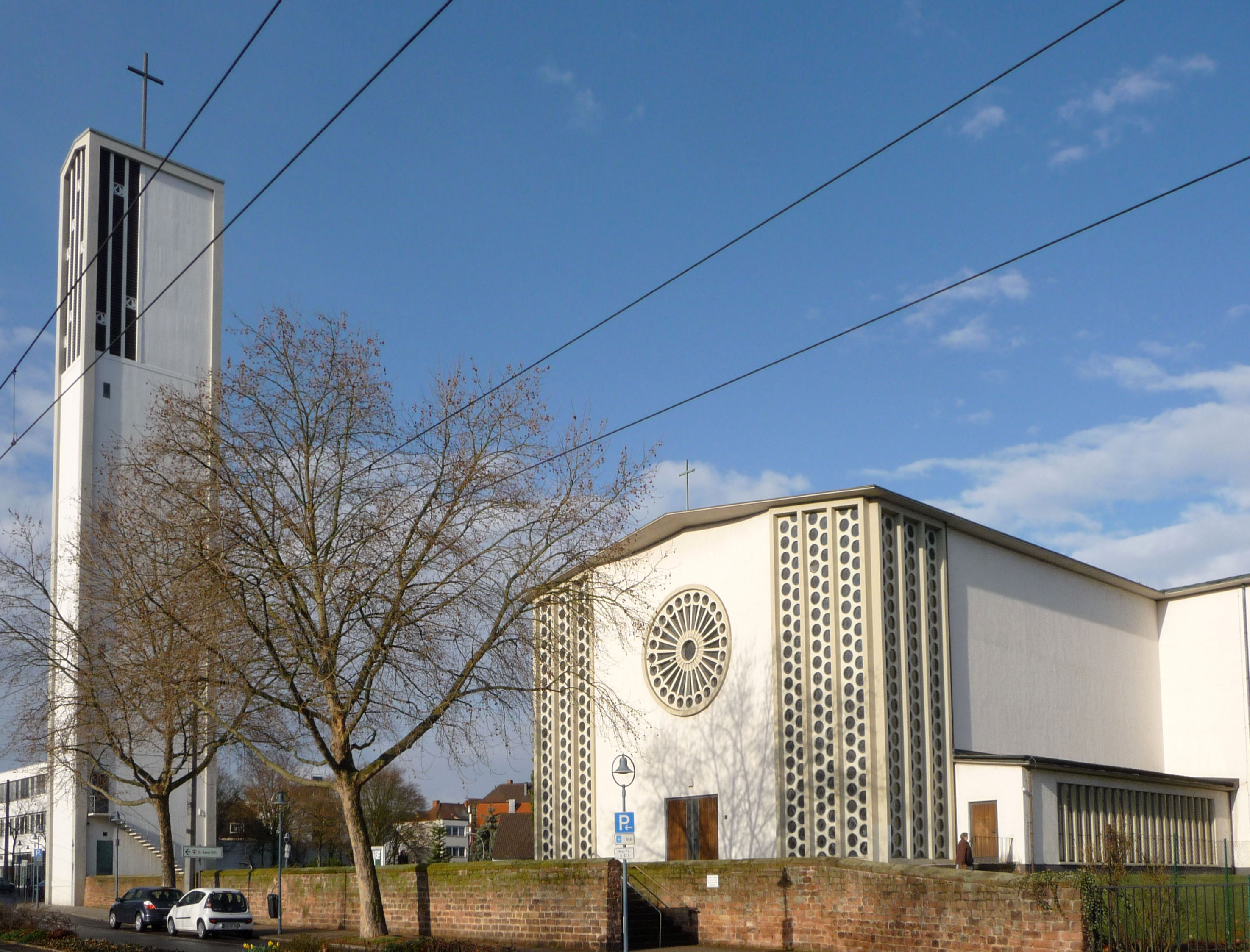
St. Sebastian

Die katholische Pfarrkirche St. Sebastian (und St. Peter) ist ein Ersatzbau, nachdem der Vorgängerbauwerke 1943 durch Kriegseinwirkungen ausgebrannte und die Kirchenruine 1951 zur Bauplatzfreimachung gesprengt werden musste.
Der Neubau war der erste Kirchenbau in ausgemauerter Stahlbeton-Skelettbauweise in Süddeutschland. Die großflächig gestalteten Fenster in Bleiverglasung wurden nach Entwürfen des Münchner Professors Albert Burkart gefertigt. Die Einweihung der neu erbauten Kirche fand am 29. August 1954 statt.

### Protestantische Kirche

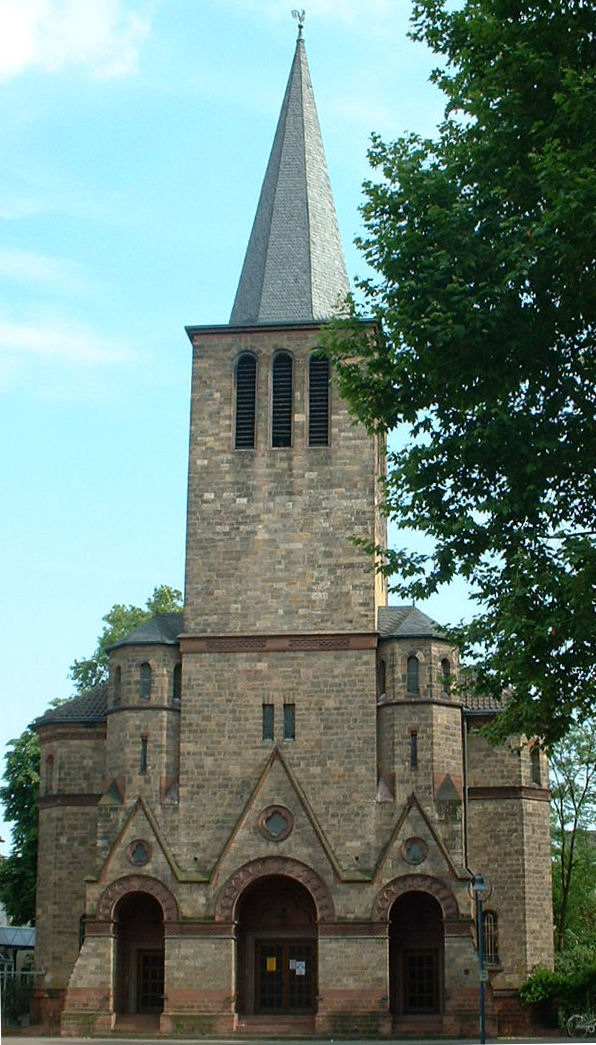
Christuskirche

Die protestantische Christuskirche wurde in den Jahren 1901 bis 1903 nach Plänen von Franz Schöberl erbaut. Im Zweiten Weltkrieg brannte die Kirche 1943 völlig aus und wurde in den Jahren 1952 bis 1954 wieder aufgebaut.

### Flurkapelle
Mundenheim hatte mehrere Flurkapellen, von denen sich eine am alten Wallfahrtsweg nach Oggersheim (Wollstraße) gegenüber der Großen Blies und dem Friedhof erhalten hat.

### Kreuze

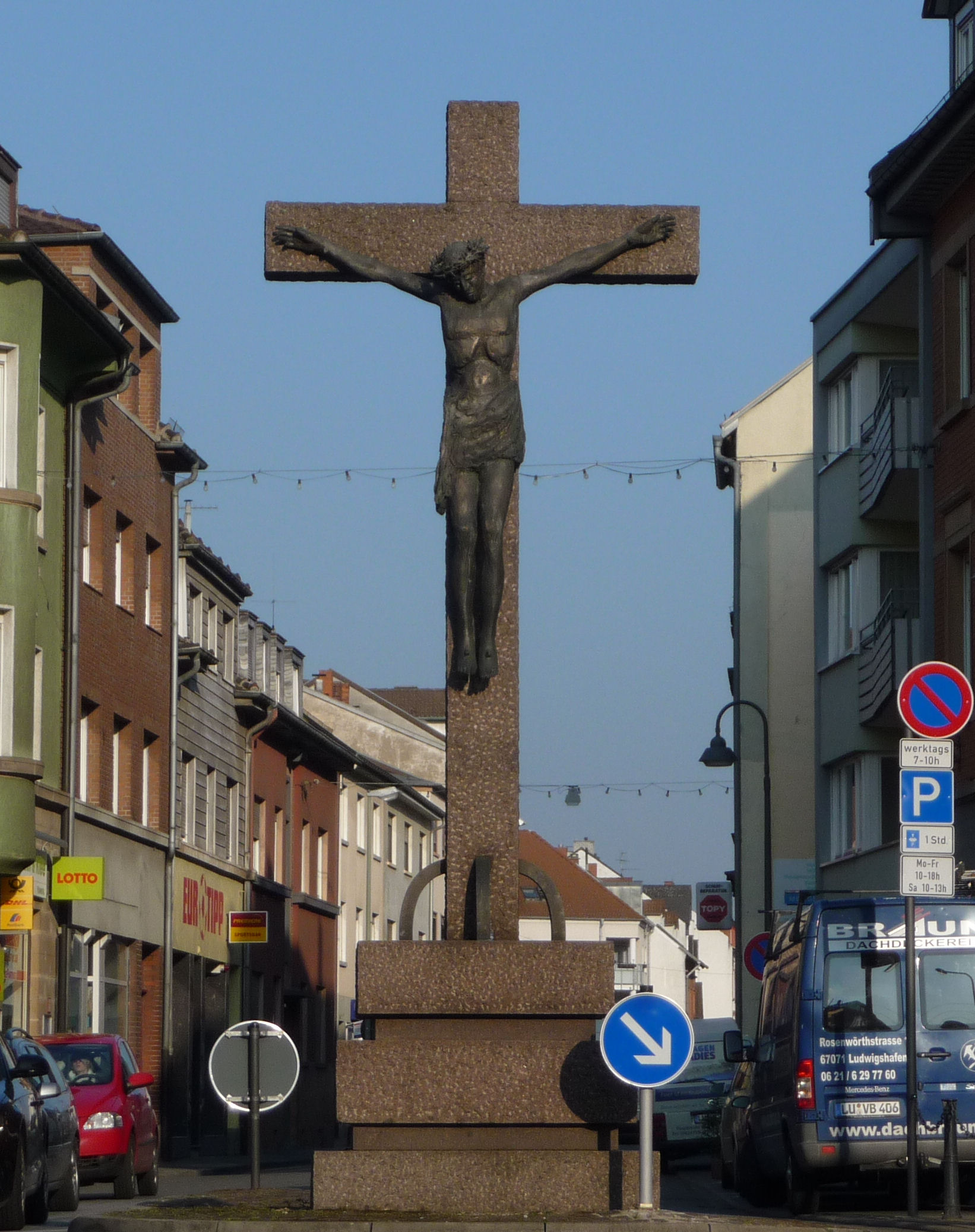
Großes Kreuz heute

#### Großes Kreuz
Das 3,50 m hohe Große Kreuz aus dem Jahr 1757 erinnerte wohl an die Überschwemmungen jener Jahre, bei denen der Rhein Mundenheim fast zerstörte. Die Inschrift auf der Vorderseite lautete:
„Gleichwie Moses die Schlange in der Wüste erhöhet hat, also muß der Menschensohn erhöhet werden, auf daß alle, die an ihn glauben, nicht verloren gehen, sondern das ewige Leben haben. Johann: 3. Cap., 5. und 14. Vers, wie auch Buch Moses, 21. Cap., 9. Vers“

#### Kleines Kreuz
Das Kleine Kreuz wurde zusammen mit der katholischen Kirche im Jahr 1943 zerstört. Die Inschrift auf dem Sockel lautete:
„Vater in Deine Hände empfehle ich meinen Geist, Lucas, XXIII Cap., Vers 46“

#### Heutiges Kleines Kreuz
Das Kleine Kreuz wurde im Jahr 1893 vom Lehrer und Bürgermeister Franz Butscher gestiftet. Die Inschrift lautet:
„Wir danken Dir Herr Jesu Christ, / Dass Du für uns gestorben bist. / Ach lass Dein Blut und Deine Pein / An uns doch nicht verloren sein. 1893“

### Buddhistischer Tempel

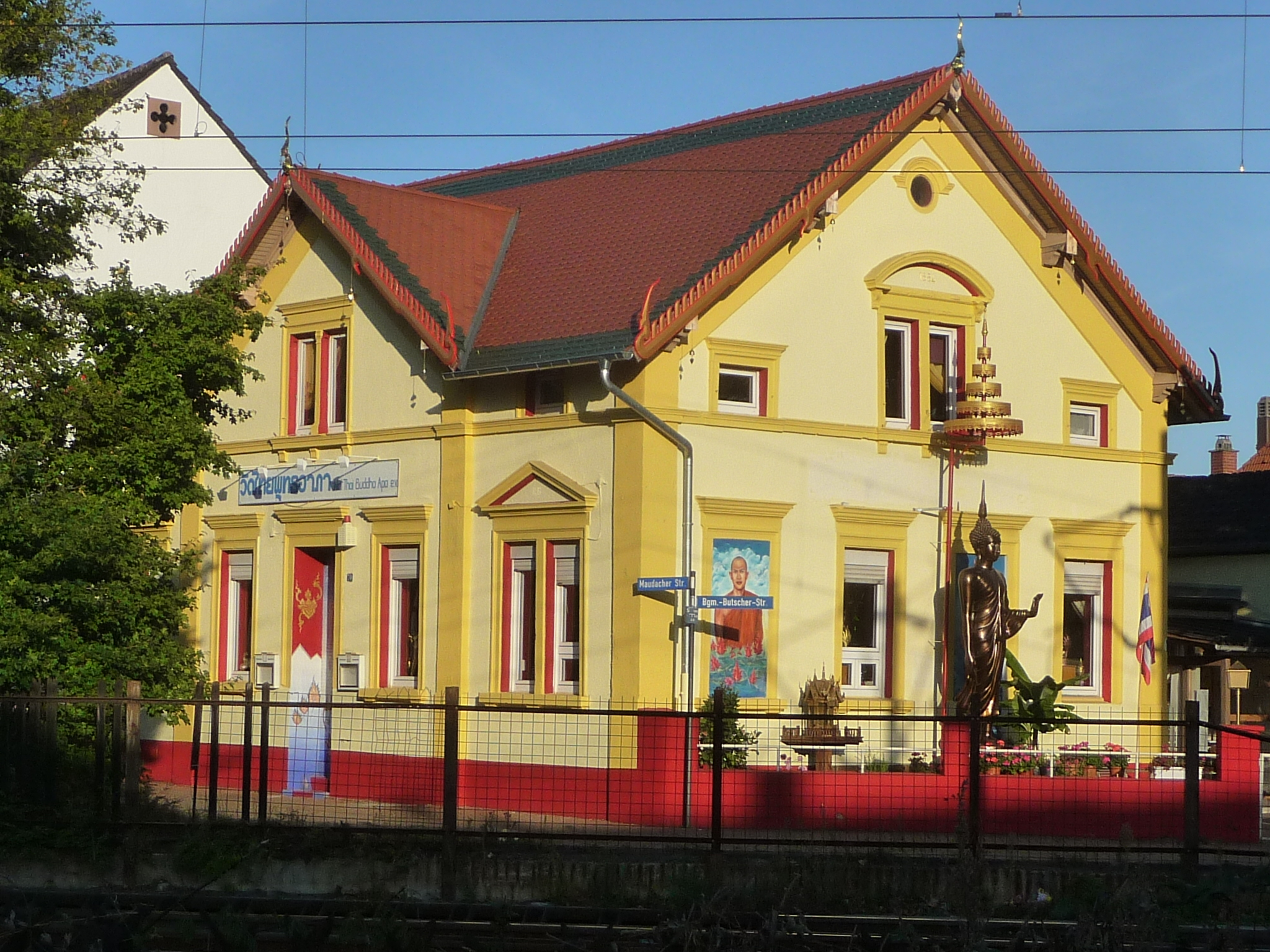
Wat Thai Buddha Apa

Direkt an der Bahnlinie liegt das Wat Thai Buddha Apa, ein Kloster (Wat, Thai: วัด) der frühbuddhistischen Theravada-Tradition, der 2003 gegründet wurde und vom thailändischen Kulturverein Wat Thai Buddha Apa e. V. betreut wird.

## Politik

### Ortsbeirat
Politisches Gremium für den Ortsbezirk ist der Ortsbeirat Mundenheim und der Ortsvorsteher. Der Ortsbeirat hat elf Mitglieder. Er ist zu allen wichtigen, den Ortsbezirk betreffenden Fragen zu hören.
Zur Zusammensetzung des Ortsbeirats siehe die Ergebnisse der Kommunalwahlen in Ludwigshafen am Rhein.

### Ortsvorsteher
Raymond Höptner (CDU) wurde am 11. Juli 2024 Ortsvorsteher von Mundenheim. Bei der Stichwahl am 16. Juni 2019 hatte er sich mit einem Stimmenanteil von 60,9 % gegen die Amtsinhaberin durchgesetzt, nachdem bei der Kommunalwahl am 9. Juni 2024 keiner der ursprünglich fünf Bewerber die notwendige Mehrheit erreicht hatte.
Höptners Vorgängerin Anke Simon (SPD) hatte das Amt von 2004 bis 2024 ausgeübt.

## Freizeit und Sport

### MSV Ludwigshafen 1903
Die Fußballer des MSV Ludwigshafen haben den Spitznamen „Schubännel“ (hochdeutsch: Schnürsenkel). Dies geht auf einen Vorfall aus den 1930er Jahren zurück, als einem Spieler während des Spiels in der Gauliga der Schnürsenkel riss. Er rief den Betreuern zu, dass er einen neuen „Schuhbännel“ brauche. Die Betreuer antworteten ihm, dass sie keinen hätten. Der Spieler beschäftigte sich mehr mit seinem Schuhwerk als mit dem Spiel und rief: „Wenn ihr jetzt keinen Schubännel besorgt, kann ich nicht mehr weiterspielen.“
Die Mannschaft stieg 2007 in die Bezirksklasse auf. In der Saison 2010/2011 kam der Gewinn der 1. Kreisklasse Rheinpfalz Süd durch die 2. Mannschaft des MSV. Man beendete die Saison punktgleich mit der Mannschaft des BSC Oppau II. Jedoch führte am Ende die bessere Torausbeute dazu, dass der MSV erster wurde.

### VTV Mundenheim
Die VTV Mundenheim 1883 sind vor allem in den Bereichen Handball und Volleyball aktiv.